# A Dramatic Turn of Events
A Dramatic Turn of Events – jedenasty album studyjny amerykańskiego progresywno-metalowego zespołu Dream Theater. Ukazał się 13 września 2011 roku nakładem wytwórni muzycznej Roadrunner Records. Nagrania poprzedził singel pt. On The Backs Of Angels który ukazał się 29 czerwca 2011 roku. Jest to pierwszy album formacji z nowym perkusistą, Mikiem Manginim.

## Lista utworów
Opracowano na podstawie materiału źródłowego.
1. "On the Backs of Angels" (Myung, Petrucci, Rudess) – 8:42
2. "Build Me Up, Break Me Down" (LaBrie, Myung, Petrucci, Rudess) – 6:59
3. "Lost Not Forgotten" (LaBrie, Myung, Petrucci, Rudess) – 10:11
4. "This Is the Life" (Petrucci, Rudess) – 6:57
5. "Bridges in the Sky" (Myung, Petrucci, Rudess) – 11:01
6. "Outcry" (Myung, Petrucci, Rudess) – 11:24
7. "Far from Heaven" (LaBrie, Petrucci, Rudess) – 3:56
8. "Breaking All Illusions" (Myung, Petrucci, Rudess) – 12:25
9. "Beneath the Surface" (Petrucci) – 5:26

## Twórcy
Opracowano na podstawie materiału źródłowego.
| - James LaBrie – wokal prowadzący - John Myung – gitara basowa - John Petrucci – gitara elektryczna, produkcja muzyczna - Jordan Rudess – instrumenty klawiszowe, Continuum - Mike Mangini – perkusja - Richard Chycki – inżynieria dźwięku - Paul Northfield – inżynieria dźwięku, melorecytacja - Joe Maniscalco – asystent inżyniera dźwięku - Paul Suarez – Pro Tools |  | - Andy Wallace – miksowanie - Ted Jensen – mastering - Monte Conner – A&R - Derek Kemp – booking - Steve Martin – booking - Hugh Syme – ilustracje, design, oprawa graficzna - Michael Lavine – zdjęcia - Frank Solomon – management |